# Jordania en los Juegos Olímpicos de Seúl 1988
Jordania estuvo representada en los Juegos Olímpicos de Seúl 1988 por siete deportistas, cinco hombres y dos mujeres, que compitieron en cinco deportes.
El portador de la bandera en la ceremonia de apertura fue el luchador Munir Al-Masri. El equipo olímpico jordano no obtuvo ninguna medalla en estos Juegos.